# For My Daughter's Honor
For My Daughter's Honor is een Amerikaanse film uit 1996 van Alan Metzger.

## Verhaal
De veertienjarige middelbare scholiere Amy Dustin wordt een object van romantische genegenheid van Pete Nash, de biologieleraar en footballcoach van de school. Ze krijgen plotseling belangstelling voor elkaar en beginnen elkaar briefjes te sturen en te telefoneren. Hoewel Pete een gezin heeft, beginnen de twee een geheime relatie. De mensen beginnen dan te vermoeden dat Pete en Amy een verhouding hebben.

## Rolverdeling
| Acteur          | Personage        |
| --------------- | ---------------- |
| Gary Cole       | Pete Nash        |
| Nicholle Tom    | Amy Dustin       |
| Mac Davis       | Norm Dustin      |
| Mary Kay Place  | Betty Ann Dustin |
| Alyson Hannigan | Kelly            |
| Sara Rue        | Kimberly Jones   |
| Tom Virtue      | Principal Arnet  |
| Teddi Siddall   | Ellie Mills      |